# Цизлов
Цизлов (нем. Zislow) — община в Германии, в земле Мекленбург-Передняя Померания.
Входит в состав района Мюриц. Подчиняется управлению Мальхов.  Население составляет 202 человека (на 31 декабря 2010 года). Занимает площадь 15,84 км².